# Respiração circular
Respiração circular é um técnica utilizada em música que consiste em simular uma respiração constante, reinspirando o ar expelido durante a expiração. Ela é empregada nos instrumentos de sopro, especialmente o australiano didgeridoo, para fazer prolongar a nota emitida ou para permitir uma execução contínua, sem a necessidade de pausas estratégicas para respirar.
Essa técnica vem sendo amplamente difundida pois permite executar uma nota longa, que se estenda por vários compassos, ou uma frase musical muito extensa ou, ainda, peças musicais em que não haja pausas para se respirar (como no Moto perpétuo de Paganini), evitando uma queda de fôlego do instrumentista, ao longo da execução.

## Método
A técnica envolve a capacidade de tornar independentes os processos de respiração pelo nariz e de assopro pela boca. Na verdade, consiste em armazenar o restante de ar da respiração anterior nas bochechas. Enquanto se expira o ar das bochechas, aspira-se pelo nariz o ar da nova respiração, continuando-se então, a emitir o som. Ao final do ar aspirado, armazena-se o final do ar nas bochechas novamente e, enquanto expira-se o ar armazenado, aspira-se novamente pelas narinas. A técnica não deve ser aplicada durante muito tempo, pois pode ser prejudicial para a oxigenação do cérebro. A principal habilidade que é necessária para a aplicação dessa técnica é o domínio independente dos movimentos do diafragma do pulmão e da boca. Para a perfeita execução da técnica, é necessário que o músico consiga respirar pela boca, utilizando o ar que ali está armazenado, enquanto inspira pelo nariz sem que um interfira no outro.

## Utilização na meditação
Além ser muito útil ao se tocar instrumentos de sopro, um ambiente místico envolve a técnica desde suas origens. Criada em músicas do folclore, a técnica também é utilizada em ritos de meditação, em que recebe, também, o nome de renascimento. A finalidade desse tipo de respiração é criar uma estabilidade tanto física quanto mental na pessoa que medita. Por esse motivo, a técnica tem sido adotada por músicos que não tocam instrumentos de sopro, com a finalidade de tornar sua execução mais simétrica quanto ao andamento e ao ritmo.

## Instrumentos cuja técnica utiliza respiração circular
A técnica da respiração circular era ou é utilizada na execução de diversos instrumentos étnicos:
- Adharc (Irlanda)
- Alghaita (África)
- Aulo (Grécia e Roma antiga)
- Benas (Sardenha, Itália)
- Ciaramella (Itália)
- Didgeridoo (Austrália)
- Dord Ard (Irlanda)
- Dordiseal (Irlanda)
- Dung (Tibete, Armênia)
- Ghaita (Marrocos e Argélia)
- Gyaling (Tibete)
- Karakara (Austrália)
- Kangling (Tibete)
- Kaval (Bulgária)
- Launeddas (Sardenha, Italia)
- Narh (Índia)
- Nadaswaram (Sul da Índia)
- Oboé
- Pungi (Índia)
- Serunai (Malásia)
- Shanai (Índia)
- Shawn (Norte da Europa)
- Surnay (Oriente Médio, Norte e Oeste da África)
- Ulbura (Australia)
- Zukrah (Libia e Tunisia)

## Músicos conhecidos por utilizarem a respiração circular
Alguns músicos que não tocam os instrumentos mencionados acima são conhecidos por utilizarem a respiração circular:
- Hilquias Alves - saxofonista brasileiro, com atual recorde mundial de maior duração utilizando a técnica.
- Harry Carney - safoxonista barítono da orquestra de Duke Ellington. Utiliza a respiração circular especialmente na interpretação da música "Sophisticated Lady".

- Paulo Moura - saxofonista e clarinetista brasileiro de choro, samba e jazz. Utilizou a técnica pra tocar Moto Perpétuo(de Paganini) no programa da Hebe.

- Juliano Eberhardt - escaletista.
- Daniel Goode - clarinetista de vanguarda.
- Rahsaan Roland Kirk - multi-instrumentista de jazz.[1]
- Roscoe Mitchell - multi-instrumentista de jazz.
- David Murray - toca saxofone tenor e, às vezes, clarinete baixo.[2]
- James Carter - saxofonista, flautista e clarinetista baixo.
- Irvin Mayfield - trumpetista de jazz, compositor e embaixador cultural de Nova Orleans.
- Akikazu Nakamura - tocador de shakuhachi.[3]
- Angelino Bozzini Trompista da Orquestra Sinfônica Municipal de São Paulo.
- Evan Parker - saxofonista
- Lenny Pickett - saxofonista da banda de funk dos anos 1970 Tower of Power e da banda do programa de televisão norte-americano Saturday Night Live.
- Pharoah Sanders - saxofonista tenor.
- John Surman - saxofonista barítono e soprano.
- Jonatas Guimarães Clarinetista soprano.
- Jimmy Owens - trumpetista.
- John Zorn - saxofonista e compositor de vanguarda.
- Peter Zummo - trombonista de vanguarda.
- Femi Kuti - saxofonista de afrobeat e de jazz.
- Mark Pender - trumpetista de jazz.
- Cynthia Steljes - oboísta do grupo clássico canadense Quartetto Gelato.
- Wynton Marsalis - trumpetista clássico e de jazz.
- Ferhat Erdem - tocador de Kaval e Sipsi na Companhia Turca de Rádio e Televisão.
- Trombone Shorty (trompetista e trombonista).

- Hugo Sarmento de Lima (saxofonista).
- Kenny G - saxofonista tenor, alto e soprano.
- Flávio Celkevicius - Saxofonista Brasileiro.
- Bau Blues - Trompista e trompetista Brasileiro.
- Edu da Gaita - Considerado uns dos primeiros a gravar o Moto Perpétuo de Paganini.

Um dos músicos mais famosos a utilizar a respiração circular é o saxofonista Kenny G. Seu recorde consistia em manter a mesma nota, sem respirar, durante 45 minutos. Porém, este recorde foi quebrado por um brasileiro, Hilquias Alves, também saxofonista. Hilquias manteve a mesma nota por 60 minutos.